# Ескобар-де-Кампос
Ескобар-де-Кампос (ісп. Escobar de Campos) — муніципалітет в Іспанії, у складі автономної спільноти Кастилія-і-Леон, у провінції Леон. Населення — 56 осіб (2010).
Муніципалітет розташований на відстані близько 240 км на північний захід від Мадрида, 60 км на південний схід від Леона.

## Демографія
Динаміка населення (INE ):